# 八穀增十三

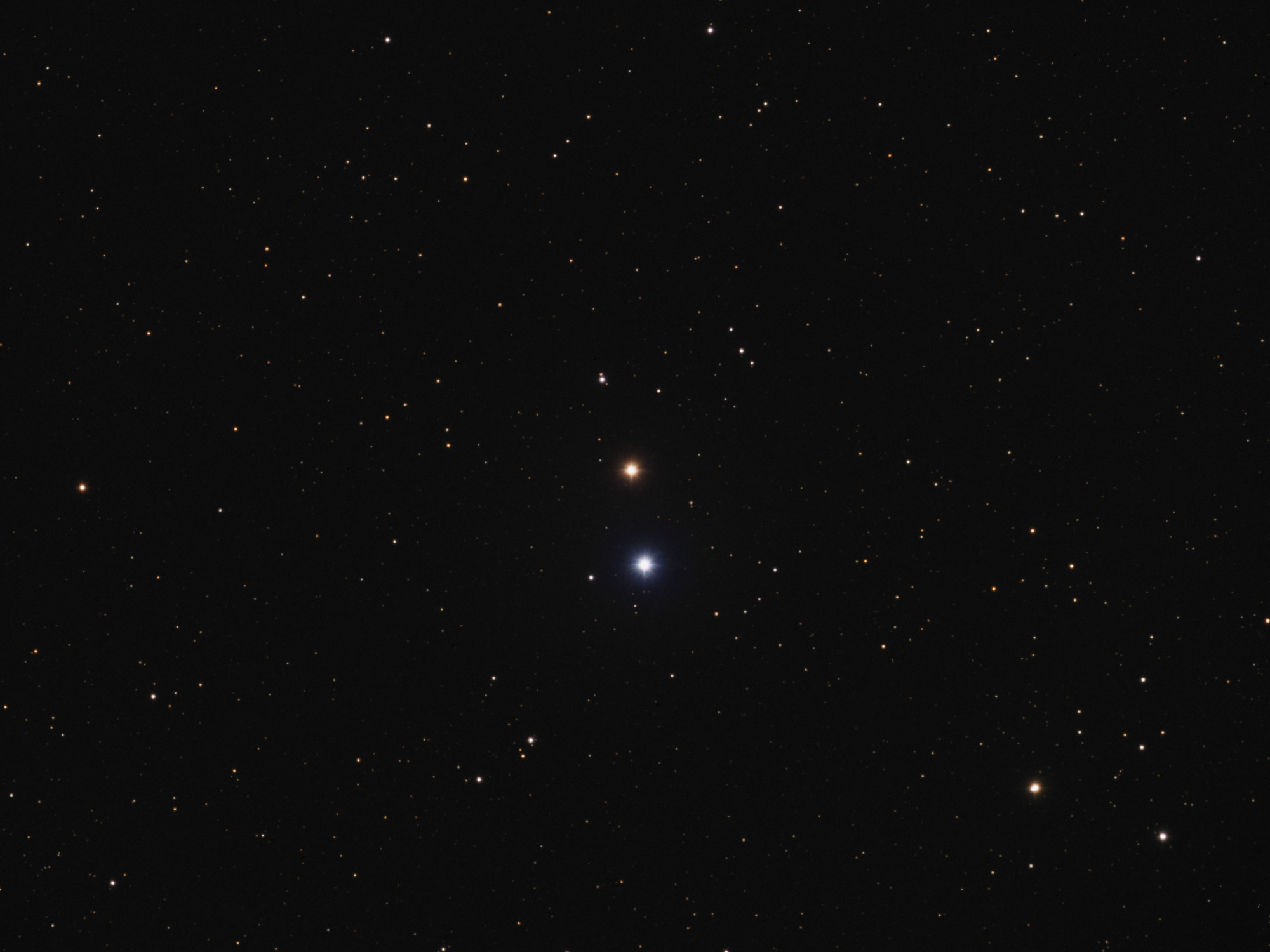
八穀增十三

鹿豹座12，又名BD+58 805，HD 32357、SAO 25003、HR 1623，是鹿豹座的一颗恒星，视星等为6.08，位于銀經150.95，銀緯10.83，其B1900.0坐标为赤經4h 57m 29.9s，赤緯+58° 10.83′ 56″。